# Dystopia
Dystopia är det amerikanska heavy metal/power metal-bandet Iced Earths tionde studioalbum, utgivet 17 oktober 2011 av skivbolaget Century Media. Det är det första albumet med sångaren Stu Block och det sista med basisten Freddie Vidales.
Våren 2011 kungjordes det att Iced Earths sångare Matt Barlow skulle avsluta sin tid i Iced Earth för andra gången. Efter sommarens festivalspelningar slutade han och ersattes i bandet av Stu Block (Into Eternity). Bandet spelade in albumet Dystopia och begav sig åter ut på turné. Våren 2012 hoppade även Freddie Vidales av bandet av privata orsaker. Luke Appleton (Fury UK) ersatte honom.

## Låtlista
| 1.           | "Dystopia"            | Stu Block, Jon Schaffer | Schaffer             | 5:49  |
| 2.           | "Anthem"              | Block, Schaffer         | Schaffer             | 4:54  |
| 3.           | "Boiling Point"       | Block                   | Schaffer             | 2:47  |
| 4.           | "Anguish of Youth"    | Schaffer                | Schaffer             | 4:41  |
| 5.           | "V"                   | Block, Schaffer         | Schaffer, Troy Seele | 3:39  |
| 6.           | "Dark City"           | Block                   | Schaffer             | 5:42  |
| 7.           | "Equilibrium"         | Block                   | Schaffer             | 4:31  |
| 8.           | "Days of Rage"        | Schaffer                | Schaffer             | 2:17  |
| 9.           | "End of Innocence"    | Block                   | Schaffer             | 4:07  |
| 10.          | "Tragedy and Triumph" | Block, Schaffer         | Schaffer             | 7:44  |
| Total längd: | Total längd:          | Total längd:            | Total längd:         | 46:11 |

| 11. | "The Trooper" (Iron Maiden-cover) | Steve Harris | Harris | 4:19 |

| 11. | "The Mob Rules" (Black Sabbath-cover) | Ronnie James Dio | Geezer Butler, Dio, Tony Iommi | 3:08 |

| 1.  | "Dystopia"            | Block, Schaffer | Schaffer        | 5:49 |
| 2.  | "Anthem"              | Block, Schaffer | Schaffer        | 4:54 |
| 3.  | "Boiling Point"       | Block           | Schaffer        | 2:46 |
| 4.  | "Anguish of Youth"    | Schaffer        | Schaffer        | 4:41 |
| 5.  | "V"                   | Block, Schaffer | Schaffer, Seele | 3:39 |
| 6.  | "Dark City"           | Block           | Schaffer        | 5:42 |
| 7.  | "Equilibrium"         | Block           | Schaffer        | 4:30 |
| 8.  | "Days of Rage"        | Schaffer        | Schaffer        | 2:17 |
| 9.  | "End of Innocence"    | Block           | Schaffer        | 4:07 |
| 10. | "Soylent Green"       | Block           | Schaffer, Seele | 4:20 |
| 11. | "Iron Will"           | Block, Schaffer | Schaffer        | 4:15 |
| 12. | "Tragedy and Triumph" | Block, Schaffer | Schaffer        | 8:23 |
| 13. | "Anthem" (String Mix) | Block, Schaffer | Schaffer        | 4:54 |

## Medverkande
Musiker (Iced Earth-medlemmar)
- Stu Block – sång
- Jon Schaffer – gitarr, bakgrundssång
- Troy Seele – sologitarr
- Brent Smedley – trummor
- Freddie Vidales – basgitarr

Bidragande musiker
- Jim Morris – bakgrundssång
- Howard Helm – bakgrundssång
- Lindsay Vitola – bakgrundssång (spår 4)

Produktion
- Jim Morris – producent, ljudtekniker, ljudmix, mastering
- Jon Schaffer – producent
- BJ Ramone – assisterande ljudtekniker
- Jason "Black Bart" Blackerby – assisterande ljudtekniker
- Carsten Drescher – omslagsdesign
- Nathan Perry – omslagskonst
- Felipe Machado Franco – omslagskonst